# Stazione di Cala Sabina
Stazione di Cala Sabina vasútállomás Olaszországban, Szardínia régióban, Golfo Aranci településen.

## Vasútvonalak
Az állomást az alábbi vasútvonalak érintik:
- Cagliari–Golfo Aranci Marittima-vasútvonal

## Kapcsolódó állomások
A vasútállomáshoz az alábbi állomások vannak a legközelebb:
- Stazione di Golfo Aranci
- Stazione di Marinella